# Sven Mende
Sven Mende est un footballeur allemand né le 18 janvier 1994 à Göppingen. Il évolue au poste de milieu de terrain au VfB Lübeck.

## Palmarès

### En équipe nationale
- Allemagne -17 ans
  - Troisième de la Coupe du monde des moins de 17 ans en 2011
    - Finaliste du championnat d'Europe des moins de 17 ans en 2011